# راونو نورگر
راونو نورگر (استونیایی: Rauno Nurger؛ زادهٔ ۲۴ نوامبر ۱۹۹۳) بازیکن بسکتبال اهل استونی است.